# Distrikt Challabamba
Der Distrikt Challabamba liegt in der Provinz Paucartambo in der Region Cusco in Südzentral-Peru. Der Distrikt wurde am 2. Januar 1857 gegründet. Er hat eine Fläche von 714 km². Beim Zensus 2017 wurden 9546 Einwohner gezählt. Im Jahr 1993 lag die Einwohnerzahl bei 8621, im Jahr 2007 bei 9983. Sitz der Distriktverwaltung ist die auf einer Höhe von 2820 m am östlichen Flussufer des Río Paucartambo (Río Yavero) gelegene Ortschaft Challabamba mit 1205 Einwohnern (Stand 2017). Challabamba liegt 12,5 km nördlich der Provinzhauptstadt Paucartambo sowie 50 km nordöstlich der Regionshauptstadt Cusco.

## Geographische Lage
Der Distrikt Challabamba liegt in den Anden im Westen der Provinz Paucartambo. Der Río Paucartambo durchfließt den Distrikt in nördlicher Richtung.
Der Distrikt Challabamba grenzt im Westen an die Distrikte Calca und Lares, im Norden an den Distrikt Yanatile, im Osten an den Distrikt Kosñipata sowie im Süden an die Distrikte Paucartambo und Colquepata.